# Nosimo Balindlela
Nosimo Zisiwe Beauty Balindlela (sinh ngày 28 tháng 11 năm 1949 tại Hermanus, tỉnh Cape)  là một nữ chính trị gia người Nam Phi từng giữ chức Thủ tướng của Đông Cape từ ngày 26 tháng 4 năm 2004 đến ngày 1 tháng 8 năm 2008  bà trở thành thành viên của Đại hội Nhân dân, và một lần nữa vào năm 2012 để gia nhập Liên minh Dân chủ. Nosimo Balindlela đã tham gia Đại hội Quốc gia Châu Phi vào tháng 5 năm 2018 Lưu trữ ngày 3 tháng 7 năm 2018 tại Wayback Machine.

## Nghỉ việc
Vào tháng 7 năm 2008, Nosimo Balindlela đã từ chức vị trí thủ tướng sau áp lực từ Ủy ban điều hành quốc gia của Quốc hội châu Phi, trong đó bà là thành viên. Balindlela sau đó cũng đã từ chức khỏi chính trị "hoạt động" - tuy nhiên cô vẫn là một thành viên ANC PEC tích cực. Cả "vụ sa thải" của cô và của Ebrahim Rasool, thủ tướng ANC láng giềng của Western Cape đều được công bố cùng ngày.
Người kế vị của Nosimo Balindlela, Mbulelo Sogoni, đã tuyên thệ vào ngày 1 tháng 8 năm 2008. Nosimo Balindlela đã từ chức khỏi ANC vào ngày 4 tháng 11 năm 2008 để tham gia Đại hội Nhân dân.
Vào tháng 11 năm 2012, Nosimo Balindlela gia nhập Liên minh Dân chủ, lần thay đổi đảng chính trị thứ hai của bà. đảng chính trị đã trở thành thành viên của quốc hội cho DA vào tháng 5 năm 2014, và giữ chức Bộ trưởng Bộ Nước và Vệ sinh Bóng tối cho đến tháng 11 năm 2016, khi bà chuyển đến Cơ quan Lập pháp Đông Cape.